# Ритуални плес краљевског бубња
Ритуални плес краљевског бубња је традиција бубњања из Бурундија која комбинује синхронизовано бубњање са плесом и традиционалним песмама. Унеско га је 2014. године уписао на Репрезентативну листу нематеријалног културног наслеђа човечанства.
У плесу обично учествује десетак бубњева, у полукругу око централног бубња. Неколико бубњара такође плеше у ритму. У древном Бурундију, бубњеви су били свети објекти, резервисани само за људе који изводе ритуале. Ударањем у бубњеве бележени су главни догађаји у земљи, попут крунисања и краљевских сахрана.
У 2017, председничким декретом је дефинисано да ће убудуће бити дозвољено само мушким извођачима да свирају бубњеве.
Ритуални плес краљевског бубња је спектакл који комбинује моћно, синхронизовано бубњање са плесом, херојском поезијом и традиционалним песмама. Целокупно становништво Бурундија препознаје га као основни део свог наслеђа и идентитета. За плес је потребно најмање десетак бубњева, увек у непарном броју, распоређених у полукруг око централног бубња. Неколико бубњева се удара у непрекидном ритму, док се остали држе ритма који поставља централни бубањ. Два или три бубњара затим изводе плесове у ритму. Ритуално бубњање се изводи током националних или локалних празника и за дочек важних посетилаца, а каже се да буди духове предака и тера зле духове. Извођачи се сакупљају из светилишта широм земље, од којих су многи потомци чувара светилишта бубњева. Ритуални плес краљевског бубња, вредности које он оличава и специјализоване вештине прављења бубњева преносе се у суштини кроз праксу, али и кроз формално образовање. Данас је ритуални плес краљевског бубња прилика за преношење културних, политичких и друштвених порука и привилеговано средство за зближавање људи различитих генерација и порекла, чиме се подстиче јединство и друштвена кохезија.

## Галерија
- Бубњари око централног бубња
- Бубњари са бубњевима на главама
- Гитега бубњеви
- Бубњари у Кампали